# Enigmatic
Enigmatic ist das vierte Soloalbum des polnischen Künstlers Czesław Niemen. Es ist bekannt als das heute beste Rockalbum der polnischen Geschichte. Inspiriert durch Wojciech Młynarski entschied sich Niemen 1968, sein neues Album  im Andenken an den polnischen Freiheitshelden General Józef Bem im Stil polnischer Gesungener Poesie zu gestalten. 1969 aufgenommen und 1970 veröffentlicht wurde es sehr populär und erhielt bereits 1971 die Goldene Schallplatte (in Polen bedurfte es dafür 160.000 verkaufter Schallplatten). Bis zum Jahr 2012 hatte sich dieses Album weltweit 5 Mio. Mal verkauft.

## Trackliste
1. Bema pamięci żałobny - rapsod  (Musik Czesław Niemen, Lyrics Cyprian Kamil Norwid)  16:27
2. Jednego serca  (Musik Czesław Niemen, Lyrics Adam Asnyk)  7:45
3. Kwiaty ojczyste  (Musik Czesław Niemen, Lyrics Tadeusz Kubiak)  7:25
4. Mów do mnie jeszcze  (Musik Czesław Niemen, Lyrics Kazimierz Przerwa-Tetmajer)  4:40

## Künstler
- Czesław Niemen – Vocals, Hammond-Orgel
- Zbigniew Namysłowski – Altsaxophon
- Janusz Zieliński – E-Bass
- Tomasz Jaśkiewicz – Gitarre
- Czesław Bartkowski – Percussion
- Zbigniew Sztyc – Tenorsaxophon
- Michał Urbaniak – Tenorsaxophon, Flöte
- Alibabki – Chorals